# Complexity and Contradiction in Architecture
Complexity and Contradiction in Architecture ("Komplexitet och motsägelse inom arkitekturen") är en bok av den amerikanske arkitekten Robert Venturi som publicerades av Museum of Modern Art 1966. Boken, som av många anses som det "postmodernistiska manifestet", ställde sig kritisk till den sena modernismens formalistiska tendenser där man kommit ifrån det ursprungliga kravet på funktion och estetisk renhet. 
Särskilt kritiserades den samtida stadsplaneringen, som i mångt och mycket härstammade från de rationella arkitekturidéer som Le Corbusier i början av 1920-talet presenterade i Vers une architecture. Venturi ansåg att de strukturer som blev konsekvensen av den modernistiska stadsplaneringen var alltför styrda av storskalighet, vinstmaximering och tillgänglighet med bil och förespråkade istället den traditionella europeiska staden, som han menade hade många "mänskliga kvalitéer".
Venturi argumenterar med hjälp av historiska exempel och referenser kring olika punkter under temat komplexitet och motsägelse och förespråkar en större tolerans för detaljrikedom och en arkitektur som anpassar sig efter sin omgivning. Bokens innehåll kan för övrigt sammanfattas med mottot Less is a bore (mindre är tråkigt), som Venturi myntade som en travesti på modernisten Ludwig Mies van der Rohes klassiska motto Less is more (mindre är mer).